# Basta Voe

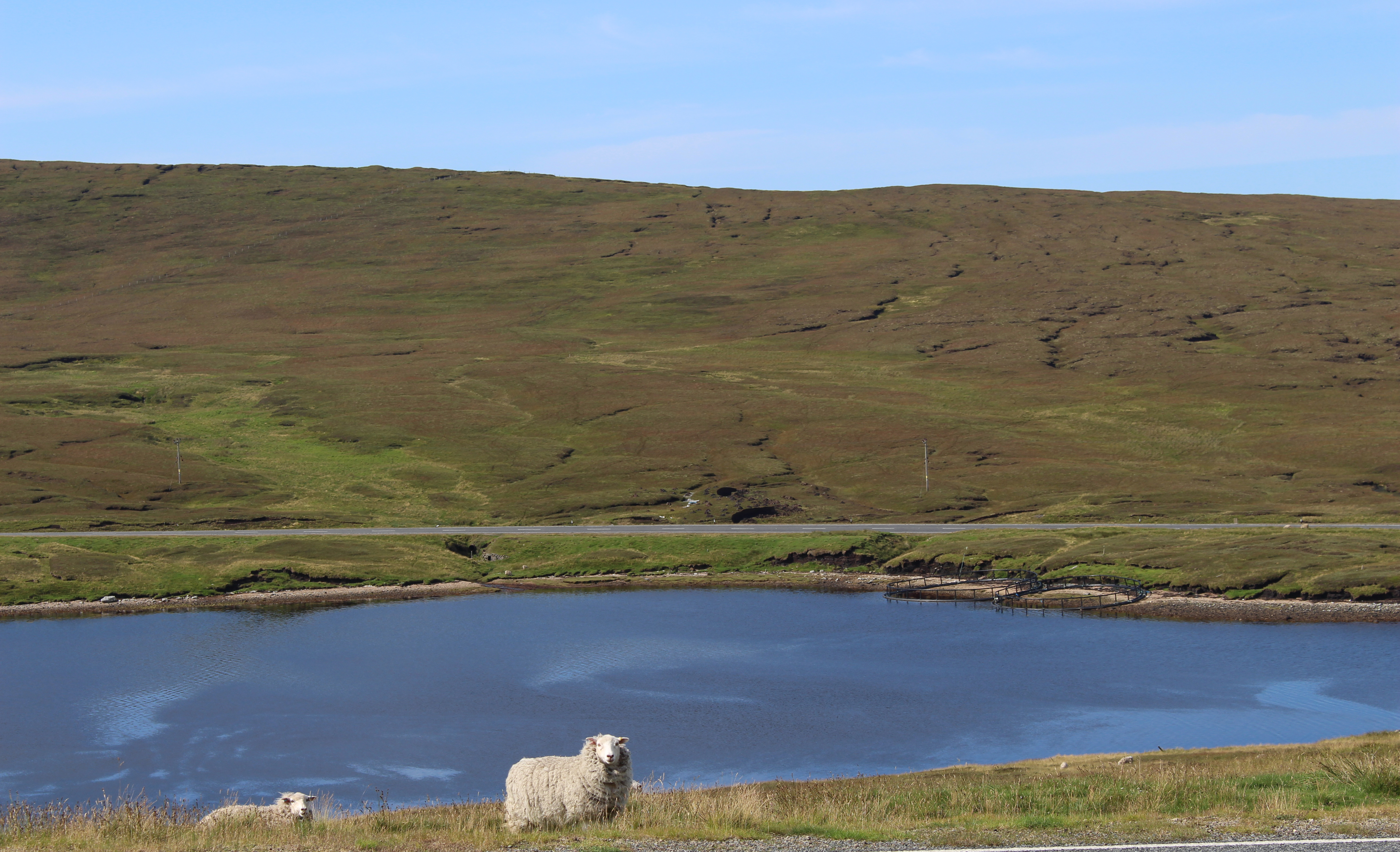
Am nordwestlichen Ende der Bucht

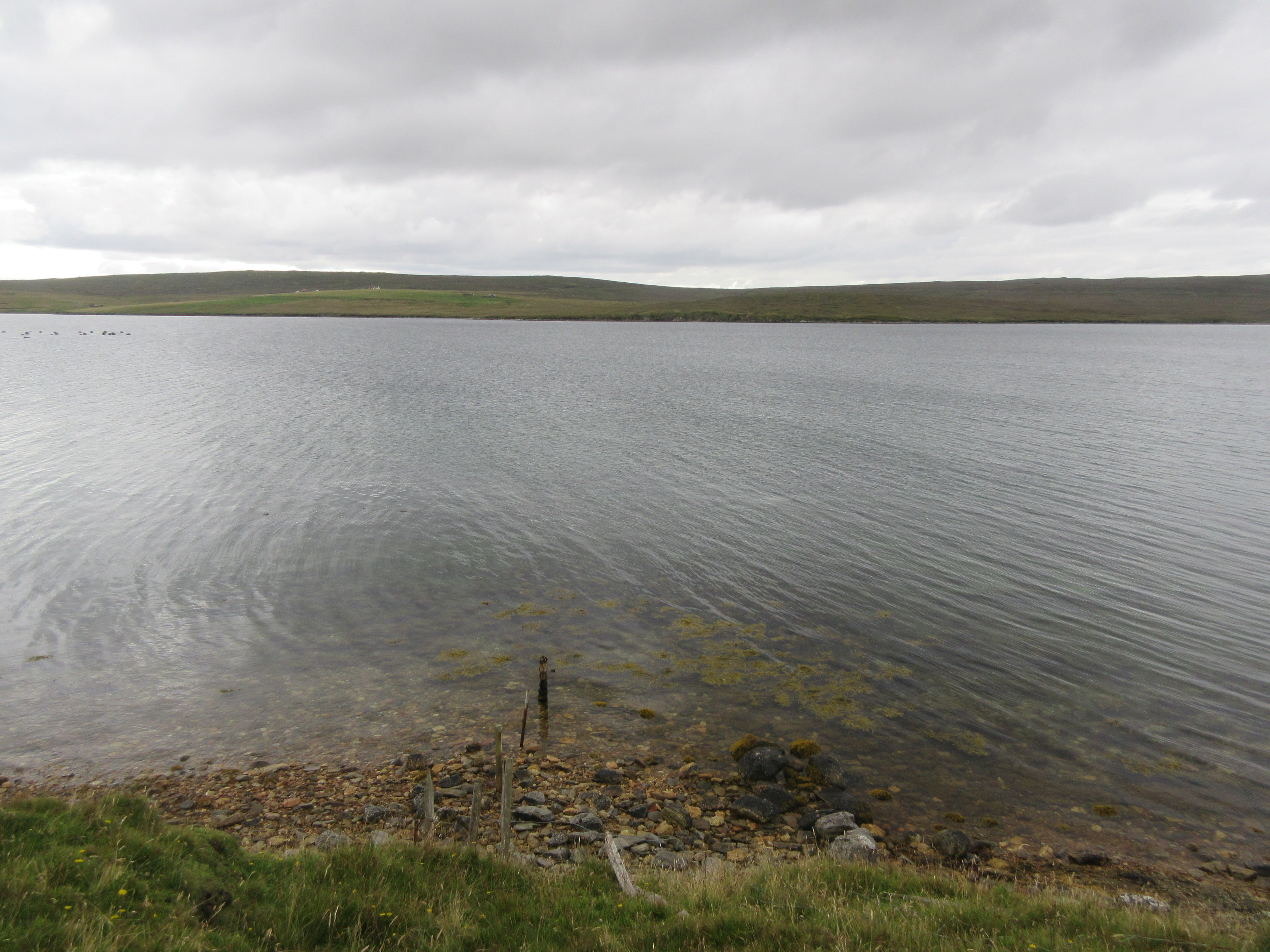
Die Bucht im Südosten

Die Basta Voe ist eine Meeresbucht (Voe), die im Norden der zu Schottland zählenden Shetlands liegt.

## Geographie
Die Basta Voe erstreckt sich vom Hascosay Sound in nordwestlicher Richtung auf das Gebiet der Insel Yell und ist mehrere Kilometer lang. Ortschaften am Ufer sind Sellafirth im Nordosten, Dalsetter (mit dem ihr zufließenden Fluss Burn of Gossawater) im Nordwesten und Colvister im Südwesten. Die nordöstliche Begrenzung markiert die Landspitze Burra Ness.

## Historisches
Im Rahmen der historischen Gliederung Schottlands in Civil Parishes zählt die Basta Voe zu Yell.